# NGC 7840
NGC 7840은 물고기자리에 있는 나선 은하이다. 시직경은 0.7 X 0.5로 매우 작고, NGC 목록의 마지막 천체이다. 물고기자리 오메가 주변에 위치해있고, 주변에는 NGC 7838, NGC 7837, NGC 7834, NGC 3, NGC 4, LEDA 73256 등의 은하들이 있다.

## NGC 7840의 명칭들
1. NGC 7840
2. LEDA 1345780
3. 2MASS 00070878+0822598
등이 있다.

## 같이 보기
- 나선은하
- 정상나선은하